# 亞倫 (俄克拉荷馬州)
亞倫（英語：Aaron）是一座位於美國俄克拉荷馬州傑克遜縣鬼鎮。位於奧拉斯蒂西北5英里（8.0）處。此地從1899年1月22日至1905年1月14日有一座郵政局，其名稱“亞倫”取自早期定居者卡爾文·亞倫（英語：Calvin Aaron）。